# Persone di nome Jevhen
| Questa pagina contiene informazioni ricavate automaticamente dalle voci biografiche con l'ausilio del template Bio e di un bot. L'aggiornamento è periodico e automatico e ricostruisce completamente la pagina. Se manca una persona in questa lista, sei pregato di non aggiungerla, ma accertati piuttosto che la sua voce biografica contenga il template Bio e che i dati anagrafici siano correttamente compilati. Se il template Bio manca, inseriscilo tu stesso o, in alternativa, metti l'avviso {{tmp\|Bio}} che ne segnala la mancanza. Se i dati riportati sono sbagliati, correggi direttamente la voce biografica; le modifiche saranno visibili in questa lista entro pochi giorni. Per chiarimenti vedi il progetto antroponimi. La lista contiene solo le 58 persone che sono citate nell'enciclopedia e per le quali è stato implementato correttamente il template Bio. Pagina aggiornata al 16 ott 2024. |

Questa è una lista di persone presenti nell'enciclopedia che hanno il prenome Jevhen, suddivise per attività principale.

## Allenatori di calcio(1)
- Jevhen Kučerevs'kyj, allenatore di calcio e calciatore sovietico (Cherson, n. 1941 - Dnipropetrovs'k, † 2006)

## Arbitri di calcio(1)
- Jevhen Aranovs'kyj, arbitro di calcio ucraino (Kiev, n. 1976)

## Calciatori(38)
- Jevhen Banada, calciatore ucraino (Nikopol', n. 1992)
- Jevhen Bochašvili, calciatore ucraino (Dnipropetrovs'k, n. 1993)
- Jevhen Budnik, calciatore ucraino (Luc'k, n. 1990)
- Jevhen Čeberjačko, ex calciatore ucraino (Kiev, n. 1983)
- Jevhen Chačeridi, calciatore ucraino (Melitopol', n. 1987)
- Jevhen Cymbaljuk, calciatore ucraino (Lyman, n. 1996)
- Javhen Hal'čuk, calciatore ucraino (Kramators'k, n. 1992)
- Jevhen Isajenko, calciatore ucraino (Vinnycja, n. 2000)
- Jevhen Jevsjejev, calciatore ucraino (Kiev, n. 1987 - Kaluš, † 2011)
- Jevhen Konopljanka, ex calciatore ucraino (Kropyvnyc'kyj, n. 1989)
- Jevhen Levčenko, ex calciatore ucraino (Kostiantynivka, n. 1978)
- Jevhen Makarenko, calciatore ucraino (Kiev, n. 1991)
- Jevhen Martynenko, calciatore ucraino (Kilija, n. 1993)
- Jevhen Morozenko, calciatore ucraino (Kiev, n. 1991)
- Jevhen Nepljach, ex calciatore ucraino (Dnipro, n. 1982)
- Jevhen Novak, ex calciatore ucraino (Kiev, n. 1989)
- Jevhen Opanasenko, calciatore ucraino (Zaporižžja, n. 1990)
- Jevhen Past, calciatore ucraino (Odessa, n. 1988)
- Jevhen Pavljuk, calciatore ucraino (n. 2002)
- Jevhen Pavlov, calciatore ucraino (Sebastopoli, n. 1991)
- Jevhen Pichkur, ex calciatore ucraino (n. 1979)
- Jevhen Pochljebajev, ex calciatore ucraino (Poltava, n. 1971)
- Jevhen Protasov, calciatore ucraino (n. 1997)
- Jevhen Jevhenovyč Šachov, calciatore ucraino (Dnipropetrovs'k, n. 1990)
- Jevhen Serhijovyč Šachov, ex calciatore sovietico (Zaporižžja, n. 1962)
- Jevhen Selezn'ov, ex calciatore ucraino (Makiïvka, n. 1985)
- Jevhen Selin, ex calciatore ucraino (Novoajdar, n. 1988)
- Jevhen Serdjuk, calciatore ucraino (Donec'k, n. 1998)
- Jevhen Shyryayev, calciatore e allenatore di calcio ucraino (Uspenivka, n. 1984)
- Jevhen Smirnov, calciatore ucraino (n. 1993)
- Jevhen Smyrnyj, calciatore ucraino (Kiev, n. 1998)
- Jevhen Tkačuk, calciatore ucraino (Zaporižžja, n. 1991)
- Jevhen Zadoja, calciatore ucraino (Zaporižžja, n. 1991)
- Jevhen Zaporožec', calciatore ucraino (n. 1994)
- Jevhen Zaričnjuk, ex calciatore ucraino (Kiev, n. 1989)
- Jevhen Zubejko, calciatore ucraino (Bachmut, n. 1989)
- Jevhen Čeberko, calciatore ucraino (n. 1998)
- Jevhen Čumak, calciatore ucraino (Kiev, n. 1995)

## Cestisti(1)
- Jevhen Murzin, ex cestista e allenatore di pallacanestro ucraino (Novosibirsk, n. 1965)

## Compositori(1)
- Jevhen Stankovyč, compositore ucraino (Szolyva, n. 1942)

## Giocatori di calcio a 5(2)
- Jevhen Ivanjak, giocatore di calcio a 5 ucraino (Zaporižžja, n. 1982)
- Jevhen Valenko, ex giocatore di calcio a 5 ucraino (Kerč', n. 1984)

## Giocatori di poker(1)
- Jevhen Tymošenko, giocatore di poker ucraino (Charkiv, n. 1988)

## Imprenditori(1)
- Jevhen Ščerban', imprenditore e politico ucraino (Kostjantynivka, n. 1946 - Donec'k, † 1996)

## Lottatori(1)
- Jevhen Buslovič, lottatore ucraino (n. 1972 - † 2007)

## Mezzofondisti(1)
- Jevhen Aržanov, ex mezzofondista sovietico (Kaluš, n. 1948)

## Militari(1)
- Jevhen Oleksijovyč Konovalec', militare e politico ucraino (Zaškiv, n. 1891 - Rotterdam, † 1938)

## Poeti(1)
- Jevhen Pavlovyč Plužnyk, poeta, scrittore e drammaturgo ucraino (Kantemirovka, n. 1898 - Isole Soloveckie, † 1936)

## Politici(2)
- Jevhen Marčuk, politico ucraino (Dolynivka, n. 1941 - Kiev, † 2021)
- Jevhen Petruševyč, politico e avvocato ucraino (Bus'k, n. 1863 - Berlino, † 1940)

## Pugili(1)
- Jevhen Chytrov, pugile ucraino (Kryvyj Rih, n. 1988)

## Saltatori con gli sci(1)
- Jevhen Marusjak, saltatore con gli sci ucraino (n. 2000)

## Scacchisti(2)
- Jevhen Mirošnyčenko, scacchista ucraino (Donec'k, n. 1978)
- Jevhen Štembuljak, scacchista ucraino (Odessa, n. 1999)

## Schermidori(1)
- Jevhen Čerepovs'kyj, schermidore sovietico (Charkiv, n. 1934 - Leopoli, † 1994)

## Velisti(1)
- Jevhen Braslavec', ex velista ucraino (Dnipro, n. 1972)